# أوبن دي سويد فارجاردا - سباق الزمن للفرق 2022
Open de Suède Vårgårda TTT 2022  هو سباق دراجات هوائية، وهو الموسم الثالث عشر من أوبن دي سويد فارجاردا - سباق الزمن للفرق ‏، وأقيم في 6 أغسطس 2022 ضمن سباقات طواف العالم للدراجات للسيدات 2022، وشارك فيه  68  متسابقاً ووصل إلى نهايته  63  متسابقاً.
فاز بالمركز الأول Trek-Segafredo Women 2022 ‏، وفاز بالمركز الثاني إس دي وركس 2022 ‏، وفاز بالمركز الثالث فريق سنويب للسيدات 2022 ‏، وتصدر تصنيف طواف العالم أنيميك فان فليوتن.

## الفرق
| فرق سيدات عالمية (8)- كانيون–إس آر إيه إم ريسينغ 2022 ‏ - FDJ–Suez ‏ - جامبو فيسما للسيدات 2022 ‏ - موفيستار للسيدات 2022 ‏ - فريق رولان كوجياس إديلويس 2022 ‏ - إس دي وركس 2022 ‏ - Lidl–Trek (women's team) ‏ - فريق سنويب للسيدات 2022 ‏ فرق دراجات قارية سيدات (4)- Ceratizit Pro Cycling ‏ - كوب هايتك بوردكتس 2022 ‏ - باركهوتل فالكنبورغ 2022 ‏ - فالكار ترافل سيرفس 2022 ‏ |  |
| |  |

## المشاركون
| إس دي وركس ‏ SDW | إس دي وركس ‏ SDW                   | إس دي وركس ‏ SDW |
| --------------- | --------------------------------- | --------------- |
| م               | عداء                              | مرتبة           |
| 11              | Chantal van den Broek-Blaak       | 2               |
| 12              | كريستين ماجروس (طريق و زمني فردي) | 2               |
| 13              | إيلينا سيتشيني                    | 2               |
| 14              | ديمي فوليرينغ                     | 2               |
| 15              | Blanka Vas ‏ (طريق و زمني فردي)    | 2               |

| Lidl–Trek (women's team) ‏ TFS | Lidl–Trek (women's team) ‏ TFS          | Lidl–Trek (women's team) ‏ TFS |
| ----------------------------- | -------------------------------------- | ----------------------------- |
| م                             | عداء                                   | مرتبة                         |
| 21                            | Audrey Cordon-Ragot (طريق و زمني فردي) | 1                             |
| 22                            | Lauretta Hanson ‏                       | لم يكمل السباق                |
| 23                            | كلو هوسكينغ                            | لم يكمل السباق                |
| 24                            | شيرين فان أنروي                        | 1                             |
| 25                            | Ellen van Dijk (طريق و زمني فردي)      | 1                             |
| 26                            | أمالي ديديريكسن                        | 1                             |

| FDJ–Suez ‏ FSF | FDJ–Suez ‏ FSF      | FDJ–Suez ‏ FSF  |
| ------------- | ------------------ | -------------- |
| م             | عداء               | مرتبة          |
| 31            | Stine Borgli ‏      | لم يكمل السباق |
| 32            | أوجيني دوفال       | 5              |
| 33            | إميليا فهلين       | 5              |
| 34            | Maëlle Grossetête ‏ | 5              |
| 35            | Vittoria Guazzini ‏ | 5              |
| 36            | جادي فيل           | 5              |

| موفيستار للسيدات ‏ MOV | موفيستار للسيدات ‏ MOV | موفيستار للسيدات ‏ MOV |
| --------------------- | --------------------- | --------------------- |
| م                     | عداء                  | مرتبة                 |
| 41                    | Katrine Aalerud ‏      | 10                    |
| 42                    | Sarah Gigante ‏        | 10                    |
| 43                    | باربرا جوارشي         | 10                    |
| 44                    | سارا مارتين           | 10                    |
| 45                    | Lourdes Oyarbide ‏     | 10                    |
| 46                    | غلوريا رودريغيز       | 10                    |

| فريق سنويب للسيدات ‏ DSM | فريق سنويب للسيدات ‏ DSM | فريق سنويب للسيدات ‏ DSM |
| ----------------------- | ----------------------- | ----------------------- |
| م                       | عداء                    | مرتبة                   |
| 51                      | Francesca Barale ‏       | 3                       |
| 52                      | فايفر جورجي             | 3                       |
| 53                      | فلورتجي ماكايج          | 3                       |
| 54                      | Esmée Peperkamp ‏        | 3                       |
| 55                      | Elise Uijen ‏            | لم يكمل السباق          |
| 56                      | لورينا ويبيس            | 3                       |

| كانيون–إس آر إيه إم ‏ CSR | كانيون–إس آر إيه إم ‏ CSR | كانيون–إس آر إيه إم ‏ CSR |
| ------------------------ | ------------------------ | ------------------------ |
| م                        | عداء                     | مرتبة                    |
| 61                       | Shari Bossuyt ‏           | 6                        |
| 62                       | Neve Bradbury ‏           | 6                        |
| 63                       | Maud Oudeman ‏            | 6                        |
| 64                       | ألينا أمياليوسيك         | 6                        |
| 65                       | Pauliena Rooijakkers ‏    | 6                        |

| فالكار سيلانس ‏ VAL | فالكار سيلانس ‏ VAL          | فالكار سيلانس ‏ VAL |
| ------------------ | --------------------------- | ------------------ |
| م                  | عداء                        | مرتبة              |
| 71                 | Elizabeth Stannard ‏         | 9                  |
| 72                 | Karolina Kumięga ‏           | 9                  |
| 73                 | Anastasia Carbonari ‏ (طريق) | 9                  |
| 74                 | إيلينا بيروني               | 9                  |
| 75                 | Federica Piergiovanni ‏      | 9                  |

| جامبو فيسما للسيدات ‏ TJV | جامبو فيسما للسيدات ‏ TJV | جامبو فيسما للسيدات ‏ TJV |
| ------------------------ | ------------------------ | ------------------------ |
| م                        | عداء                     | مرتبة                    |
| 81                       | Amber Kraak ‏             | 4                        |
| 82                       | رومي كاسبر               | 4                        |
| 83                       | Karlijn Swinkels ‏        | 4                        |
| 84                       | أنوسكا كوستر             | 4                        |
| 85                       | Linda Riedmann ‏          | 4                        |
| 86                       | كارلين آختيريكته         | 4                        |

| Ceratizit Pro Cycling ‏ WNT | Ceratizit Pro Cycling ‏ WNT | Ceratizit Pro Cycling ‏ WNT |
| -------------------------- | -------------------------- | -------------------------- |
| م                          | عداء                       | مرتبة                      |
| 91                         | حنا نيلسون                 | 8                          |
| 92                         | Lara Vieceli ‏              | 8                          |
| 93                         | Lea Lin Teutenberg ‏        | 8                          |
| 94                         | Clea Seidel‏                | 8                          |
| 95                         | Lana Eberle ‏               | 8                          |
| 96                         | فرانزيسكا بروس             | 8                          |

| فريق كوجياس ميتلر لوك برو للدراجات ‏ CGS | فريق كوجياس ميتلر لوك برو للدراجات ‏ CGS | فريق كوجياس ميتلر لوك برو للدراجات ‏ CGS |
| --------------------------------------- | --------------------------------------- | --------------------------------------- |
| م                                       | عداء                                    | مرتبة                                   |
| 101                                     | تمارا بالابولينا ‏ (طريق و زمني فردي)    | 11                                      |
| 102                                     | Léa Stern‏                               | 11                                      |
| 103                                     | Hannah Buch ‏                            | 11                                      |
| 104                                     | Aline Seitz ‏                            | 11                                      |
| 105                                     | Caroline Chauveau‏                       | 11                                      |

| تيم كوب هايتك بوردكتس ‏ HPU | تيم كوب هايتك بوردكتس ‏ HPU | تيم كوب هايتك بوردكتس ‏ HPU |
| -------------------------- | -------------------------- | -------------------------- |
| م                          | عداء                       | مرتبة                      |
| 111                        | Sylvie Swinkels ‏           | 12                         |
| 112                        | Ane Iversen‏ (زمني فردي)    | 12                         |
| 113                        | Caroline Andersson ‏        | 12                         |
| 114                        | NOR                        | 12                         |
| 115                        | Nicole Steigenga ‏          | 12                         |
| 116                        | Emma Boogaard ‏             | 12                         |

| باركهوتل فالكنبورغ ‏ PHV | باركهوتل فالكنبورغ ‏ PHV | باركهوتل فالكنبورغ ‏ PHV |
| ----------------------- | ----------------------- | ----------------------- |
| م                       | عداء                    | مرتبة                   |
| 121                     | فيمكا ماركوس            | 7                       |
| 122                     | كيرستي فان هافتن        | 7                       |
| 123                     | Mischa Bredewold ‏       | 7                       |
| 124                     | Rosalie Van der Wolf‏    | لم يكمل السباق          |
| 125                     | Lieke Nooijen ‏          | 7                       |
| 126                     | Femke Gerritse ‏         | لم يكمل السباق          |

| إس دي وركس ‏ SDW | إس دي وركس ‏ SDW                   | إس دي وركس ‏ SDW |
| --------------- | --------------------------------- | --------------- |
| م               | عداء                              | مرتبة           |
| 11              | Chantal van den Broek-Blaak       | 2               |
| 12              | كريستين ماجروس (طريق و زمني فردي) | 2               |
| 13              | إيلينا سيتشيني                    | 2               |
| 14              | ديمي فوليرينغ                     | 2               |
| 15              | Blanka Vas ‏ (طريق و زمني فردي)    | 2               |

| Lidl–Trek (women's team) ‏ TFS | Lidl–Trek (women's team) ‏ TFS          | Lidl–Trek (women's team) ‏ TFS |
| ----------------------------- | -------------------------------------- | ----------------------------- |
| م                             | عداء                                   | مرتبة                         |
| 21                            | Audrey Cordon-Ragot (طريق و زمني فردي) | 1                             |
| 22                            | Lauretta Hanson ‏                       | لم يكمل السباق                |
| 23                            | كلو هوسكينغ                            | لم يكمل السباق                |
| 24                            | شيرين فان أنروي                        | 1                             |
| 25                            | Ellen van Dijk (طريق و زمني فردي)      | 1                             |
| 26                            | أمالي ديديريكسن                        | 1                             |

| FDJ–Suez ‏ FSF | FDJ–Suez ‏ FSF      | FDJ–Suez ‏ FSF  |
| ------------- | ------------------ | -------------- |
| م             | عداء               | مرتبة          |
| 31            | Stine Borgli ‏      | لم يكمل السباق |
| 32            | أوجيني دوفال       | 5              |
| 33            | إميليا فهلين       | 5              |
| 34            | Maëlle Grossetête ‏ | 5              |
| 35            | Vittoria Guazzini ‏ | 5              |
| 36            | جادي فيل           | 5              |

| موفيستار للسيدات ‏ MOV | موفيستار للسيدات ‏ MOV | موفيستار للسيدات ‏ MOV |
| --------------------- | --------------------- | --------------------- |
| م                     | عداء                  | مرتبة                 |
| 41                    | Katrine Aalerud ‏      | 10                    |
| 42                    | Sarah Gigante ‏        | 10                    |
| 43                    | باربرا جوارشي         | 10                    |
| 44                    | سارا مارتين           | 10                    |
| 45                    | Lourdes Oyarbide ‏     | 10                    |
| 46                    | غلوريا رودريغيز       | 10                    |

| فريق سنويب للسيدات ‏ DSM | فريق سنويب للسيدات ‏ DSM | فريق سنويب للسيدات ‏ DSM |
| ----------------------- | ----------------------- | ----------------------- |
| م                       | عداء                    | مرتبة                   |
| 51                      | Francesca Barale ‏       | 3                       |
| 52                      | فايفر جورجي             | 3                       |
| 53                      | فلورتجي ماكايج          | 3                       |
| 54                      | Esmée Peperkamp ‏        | 3                       |
| 55                      | Elise Uijen ‏            | لم يكمل السباق          |
| 56                      | لورينا ويبيس            | 3                       |

| كانيون–إس آر إيه إم ‏ CSR | كانيون–إس آر إيه إم ‏ CSR | كانيون–إس آر إيه إم ‏ CSR |
| ------------------------ | ------------------------ | ------------------------ |
| م                        | عداء                     | مرتبة                    |
| 61                       | Shari Bossuyt ‏           | 6                        |
| 62                       | Neve Bradbury ‏           | 6                        |
| 63                       | Maud Oudeman ‏            | 6                        |
| 64                       | ألينا أمياليوسيك         | 6                        |
| 65                       | Pauliena Rooijakkers ‏    | 6                        |

| فالكار سيلانس ‏ VAL | فالكار سيلانس ‏ VAL          | فالكار سيلانس ‏ VAL |
| ------------------ | --------------------------- | ------------------ |
| م                  | عداء                        | مرتبة              |
| 71                 | Elizabeth Stannard ‏         | 9                  |
| 72                 | Karolina Kumięga ‏           | 9                  |
| 73                 | Anastasia Carbonari ‏ (طريق) | 9                  |
| 74                 | إيلينا بيروني               | 9                  |
| 75                 | Federica Piergiovanni ‏      | 9                  |

| جامبو فيسما للسيدات ‏ TJV | جامبو فيسما للسيدات ‏ TJV | جامبو فيسما للسيدات ‏ TJV |
| ------------------------ | ------------------------ | ------------------------ |
| م                        | عداء                     | مرتبة                    |
| 81                       | Amber Kraak ‏             | 4                        |
| 82                       | رومي كاسبر               | 4                        |
| 83                       | Karlijn Swinkels ‏        | 4                        |
| 84                       | أنوسكا كوستر             | 4                        |
| 85                       | Linda Riedmann ‏          | 4                        |
| 86                       | كارلين آختيريكته         | 4                        |

| Ceratizit Pro Cycling ‏ WNT | Ceratizit Pro Cycling ‏ WNT | Ceratizit Pro Cycling ‏ WNT |
| -------------------------- | -------------------------- | -------------------------- |
| م                          | عداء                       | مرتبة                      |
| 91                         | حنا نيلسون                 | 8                          |
| 92                         | Lara Vieceli ‏              | 8                          |
| 93                         | Lea Lin Teutenberg ‏        | 8                          |
| 94                         | Clea Seidel‏                | 8                          |
| 95                         | Lana Eberle ‏               | 8                          |
| 96                         | فرانزيسكا بروس             | 8                          |

| فريق كوجياس ميتلر لوك برو للدراجات ‏ CGS | فريق كوجياس ميتلر لوك برو للدراجات ‏ CGS | فريق كوجياس ميتلر لوك برو للدراجات ‏ CGS |
| --------------------------------------- | --------------------------------------- | --------------------------------------- |
| م                                       | عداء                                    | مرتبة                                   |
| 101                                     | تمارا بالابولينا ‏ (طريق و زمني فردي)    | 11                                      |
| 102                                     | Léa Stern‏                               | 11                                      |
| 103                                     | Hannah Buch ‏                            | 11                                      |
| 104                                     | Aline Seitz ‏                            | 11                                      |
| 105                                     | Caroline Chauveau‏                       | 11                                      |

| تيم كوب هايتك بوردكتس ‏ HPU | تيم كوب هايتك بوردكتس ‏ HPU | تيم كوب هايتك بوردكتس ‏ HPU |
| -------------------------- | -------------------------- | -------------------------- |
| م                          | عداء                       | مرتبة                      |
| 111                        | Sylvie Swinkels ‏           | 12                         |
| 112                        | Ane Iversen‏ (زمني فردي)    | 12                         |
| 113                        | Caroline Andersson ‏        | 12                         |
| 114                        | NOR                        | 12                         |
| 115                        | Nicole Steigenga ‏          | 12                         |
| 116                        | Emma Boogaard ‏             | 12                         |

| باركهوتل فالكنبورغ ‏ PHV | باركهوتل فالكنبورغ ‏ PHV | باركهوتل فالكنبورغ ‏ PHV |
| ----------------------- | ----------------------- | ----------------------- |
| م                       | عداء                    | مرتبة                   |
| 121                     | فيمكا ماركوس            | 7                       |
| 122                     | كيرستي فان هافتن        | 7                       |
| 123                     | Mischa Bredewold ‏       | 7                       |
| 124                     | Rosalie Van der Wolf‏    | لم يكمل السباق          |
| 125                     | Lieke Nooijen ‏          | 7                       |
| 126                     | Femke Gerritse ‏         | لم يكمل السباق          |

## التصنيف العام النهائي
| التصنيف العام | التصنيف العام             | التصنيف العام | التصنيف العام | التصنيف العام |
| المتسابقة     | المتسابقة                 | الفريق        | الوقت         |               |
| ------------- | ------------------------- | ------------- | ------------- | ------------- |
| 1             | Trek-Segafredo Women      |               | 44 د 56 ث     |               |
| 2             | SD Worx                   |               | + 38 ث        |               |
| 3             | Team DSM                  |               | + 49 ث        |               |
| 4             | Jumbo-Visma Women         |               | + 1 د 15 ث    |               |
| 5             | FDJ-Suez-Futuroscope      |               | + 1 د 41 ث    |               |
| 6             | Canyon-SRAM Racing        |               | + 2 د 02 ث    |               |
| 7             | Parkhotel Valkenburg      |               | + 2 د 26 ث    |               |
| 8             | Ceratizit-WNT Pro Cycling |               | + 3 د 11 ث    |               |
| 9             | Valcar Travel Service     |               | + 3 د 21 ث    |               |
| 10            | Movistar Women            |               | + 3 د 21 ث    |               |
|               |                           |               |               |               |
|               |                           |               |               |               |